# Мейсенская марка

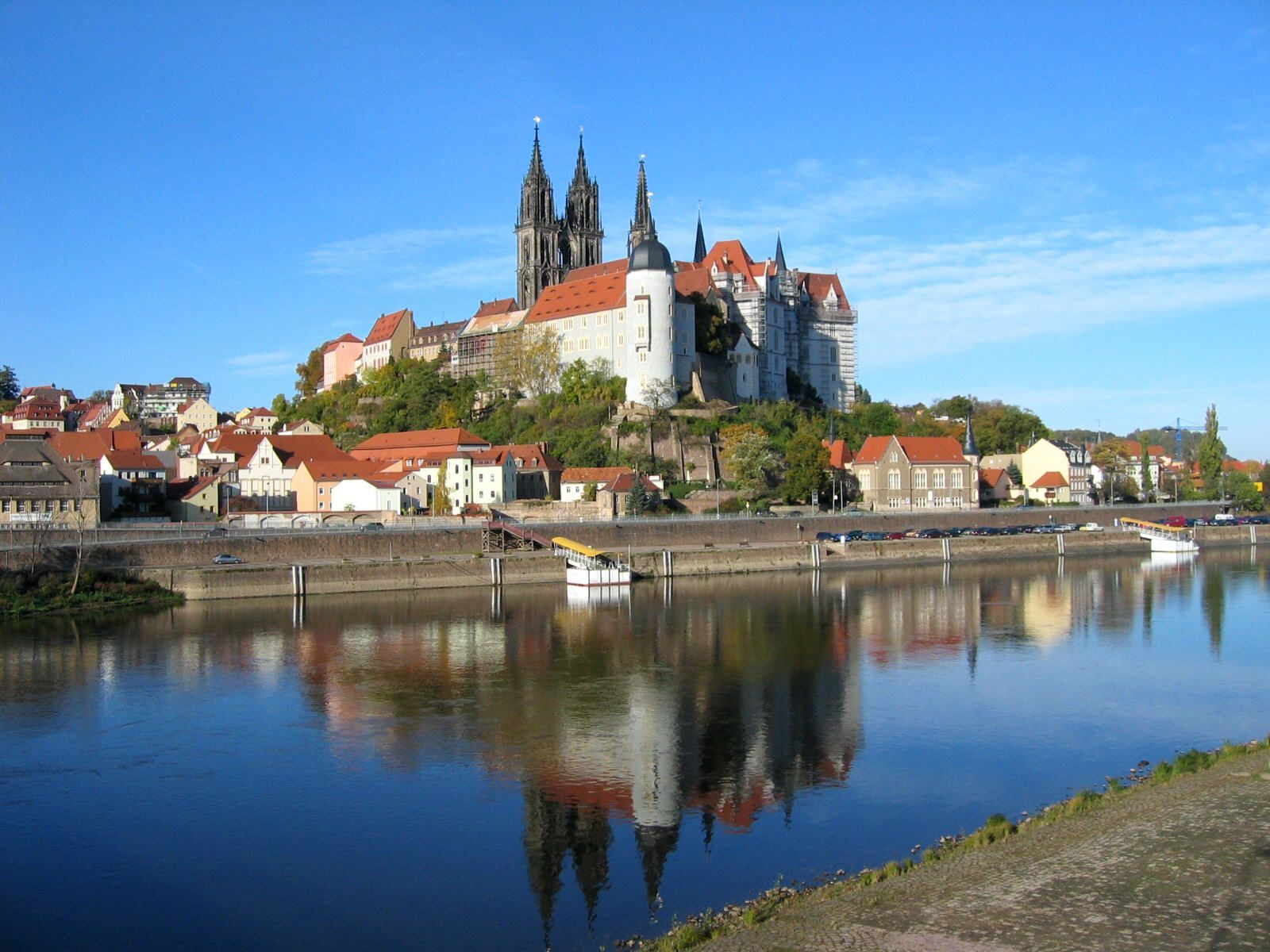
Альбрехтсбург

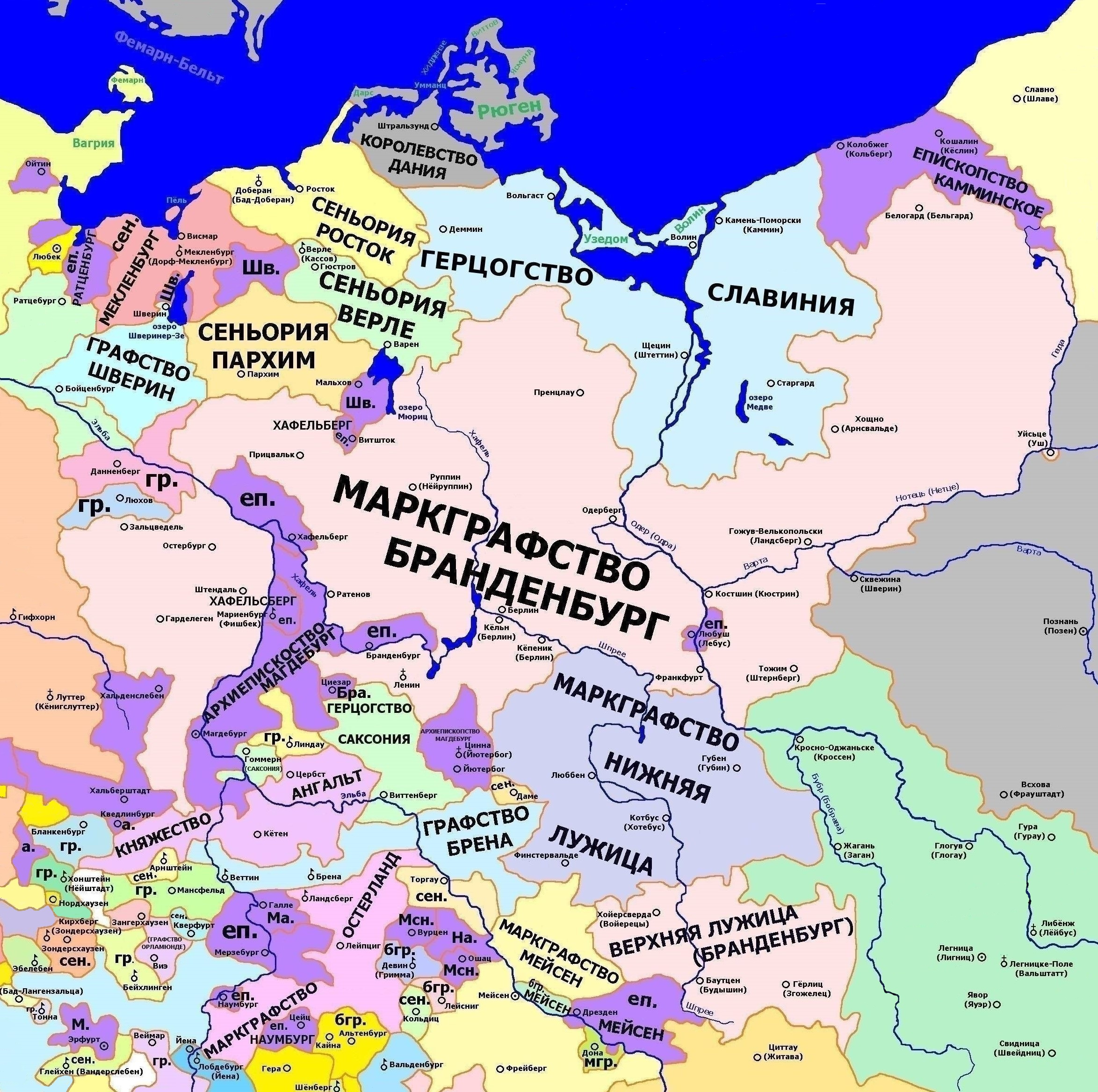
Маркграфство Мейсен в 1250 году

Мейсенская марка, Маркграфство Мейсен (нем. Markgrafschaft Meißen) — средневековое маркграфство на территории современной земли Саксония. Присоединено к Курфюршеству Саксония в 1423 году.

## История
Во время похода против славян-далеминцев король Генрих I Птицелов в 928/929 году на холме возле реки Эльба приказал возвести крепость. Она была названа по имени ручья Мейза. У подножия крепости уже в этом веке развился одноимённый город (Мейсен). В 968 году здесь впервые упоминался маркграф мейсенский Вигберт. Крепостная гора в этом же году стала резиденцией епископа новосозданного епископства Мейсен. С 1068 года также упоминается бургграф. Со временем развилось бургграфство Мейсен.
В течение XI века сфера господства мейсенских маркграфов расширилась до реки Нейсе, позже и в южном направлении до Рудных гор. В 983 году маркграфом был некий Рикдаг, с 985 года маркграфами были Эккехардинеры. В результате Будишинского мира с 1018 по 1031 год «Земля милценов» (позже Верхняя Лужица) была отделена от маркграфства.

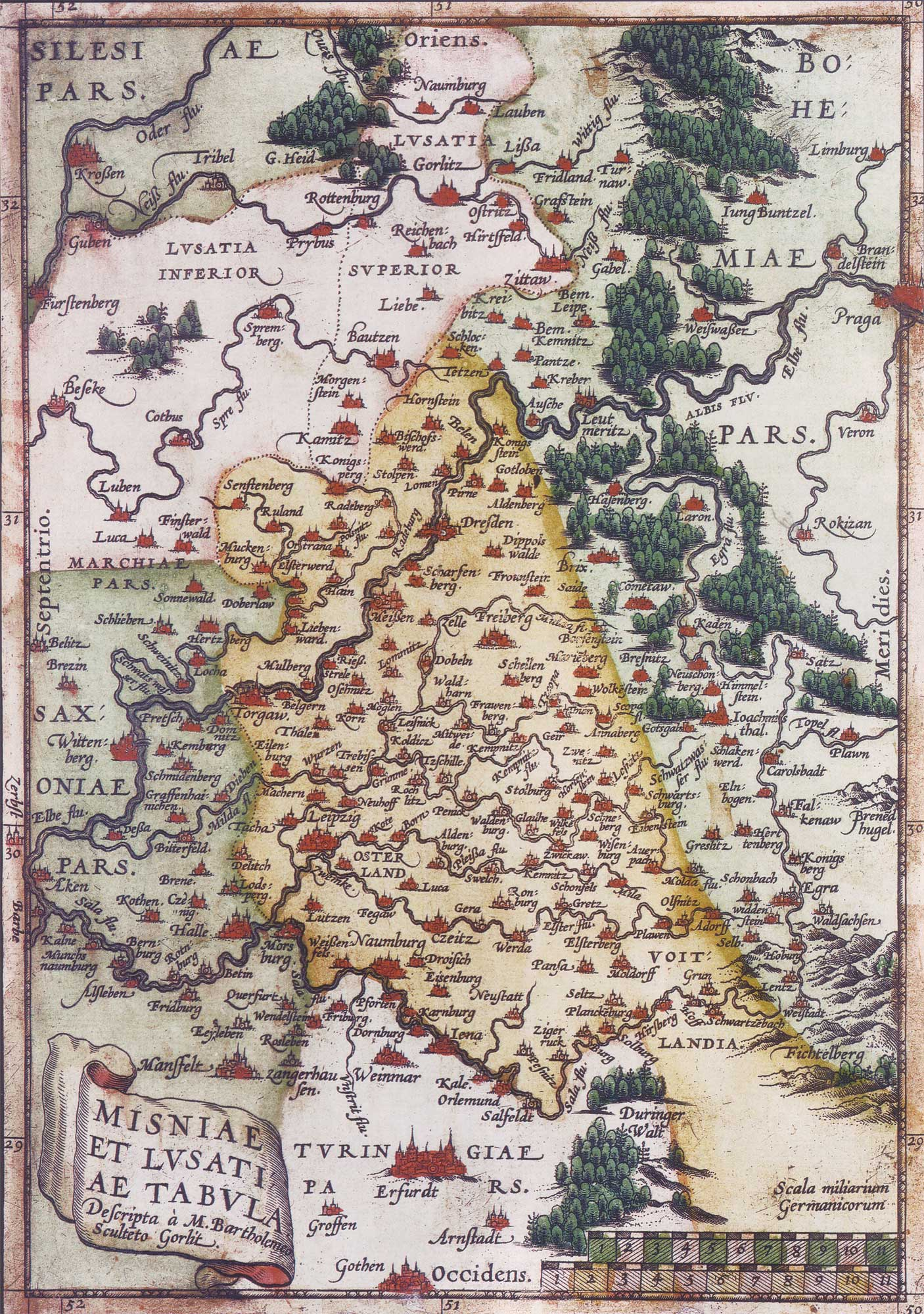
Маркграфство Мейсен около 1600.

В 1046 году маркграфство получили графы из династии Веймар-Орламюнде, в 1067 году — Бруноны, представитель которых, Экберт II, во время борьбы за инвеституру в 1089 году был смещён. Его сменил в том же году Генрих I Айленбургский (1089—1103) из династии Веттинов. Его преемникам удалось сохранить маркграфство под своей властью. Во время правления маркграфов Конрада Великого (1123—1156), Оттона Богатого (1156—1191) и Дитриха I (1190/1190-1221) маркграфство было расширено. В 1255 году Альбрехт II женитьбой на дочери императора Фридриха II Маргарите получил имперское имущество Плайсенланд.
В 1264 году Генрих III Светлейший (1221—1288) победил в споре о наследстве Ландграфства Тюрингия (в так называемой войне за Тюрингское наследство), где его дядя, Генрих IV Распе, в 1247 году умер бездетным. В 1243/1255 Генрих III Светлейший приобрёл Плайсенланд около города Альтенбург и пфальцграфство Саксония. Попытка короля Альбрехта I Габсбурга вернуть себе феод в виде маркграфства потерпела крах в 1307 году, после его поражения в сражении около Луки.
В 1423 году мейсенскому маркграфу Фридриху I было передано герцогство Саксен-Виттенберг. Тем самим маркграфство Мейсен стало частью курфюршества Саксония и потеряло характер самостоятельного княжества. Лейпцигский раздел 1485 года между братьями Эрнстом и Альбрехтом привёл к отделению Мейсена от Саксонии (Тюрингия была разделена между братьями).
В 1547 году герцог Мориц получил титул курфюрста Саксонии, после чего его владения, включая Мейсен, стали частью курфюршества (а позже и королевства) Саксония.
Границы маркграфства Мейсен почти совпадают с границами современной земли Свободное государство Саксония.
Также существовало бургграфство Мейсен, первоначальные границы которого почти совпадают с границами современного района Мейсен.